# Lewistown (Illinois)
Lewistown je grad u američkoj saveznoj državi Ilinois. Prema popisu stanovništva iz 2010. u njemu je živjelo 2.384 stanovnika.